# Parafia św. Mikołaja Biskupa w Skokach
Parafia Świętego Mikołaja Biskupa w Skokach jest jedną z 6 parafii leżącą w granicach dekanatu goślińskiego. Erygowana w 1373 roku.

## Dokumenty
Księgi metrykalne: 
- ochrzczonych od 1945 roku
- małżeństw od 1945 roku
- zmarłych od 1945 roku